# He Yin Zhen

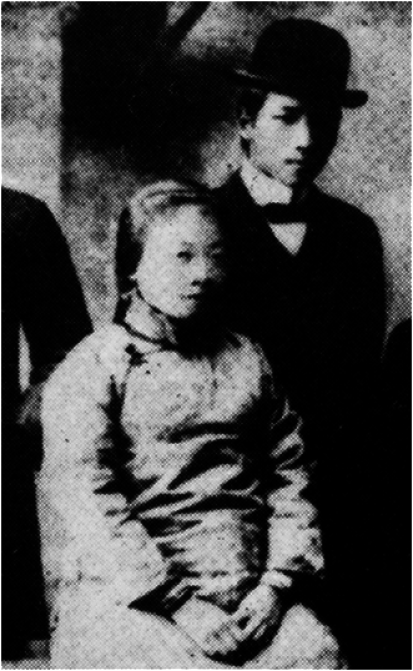
He Yin Zhen
(1908), detail groepsfoto

He Yin Zhen (Chinees: 何震) (Yizheng (Yangzhou, Jiangsu), ca. 1884 - ca. 1920), was een Chinese feministische anarchiste uit het begin van de twintigste eeuw die gezien kan worden als de grondlegger van het Chinees feminisme.
Over He Yin Zhen's persoonlijke leven is weinig bekend. Wel weten we dat ze geboren is in He Ban in Yizheng, Jiangsu en dat ze getrouwd was met de politiek activist Liu Shipei. Vanwege Shipei's activisme werden ze gedwongen om in 1903 naar Tokio te vluchten. In deze jaren nam Yin Zhen de naam Zhen (donderslag) aan. Haar pamfletten ondertekende ze met de naam He Yin Zhen.
Yin Zhen stelt in haar pamfletten dat de gehele maatschappij is gebouwd op de onderwerping van vrouwen. Ze stelt dat de gehele structuur van de samenleving veranderd dient te worden, zodat niemand meer afhankelijk is van een ander. He Yin Zhen's gedachtegoed wordt vandaag de dag onder filosofen als radicaal en inspirerend gezien. He Yin Zhen's werk is recentelijk in het Engels vertaald en opgenomen in het boek The Birth of Chinese Feminism.

## Biografie
He Yin Zhen groeide op in de rijke middenstand en genoot degelijk onderwijs in de traditie van het Confucianisme. In 1903 trouwde ze met de politiek activist Liu Shipei. Het paar ging wonen in Shanghai, waar Yin Zhen haar studie voortzette aan de Patriottistische School voor Vrouwen van de Chinese filosoof Cai Yuanpei. Vanwege het radicale gedachtegoed van zowel Shipei als Yin Zhen, zag het paar zich genoodzaakt om te vluchten naar Tokio in 1904. In Tokio kwam Yin Zhen in contact met andere filosofen, anarchisten en politiek activisten en richtte met een aantal van hen het tijdschrift Tianyee (Natuurlijke Rechtvaardigheid) op. In dit tijdschrift werd in 1907 een deel van Het Communistisch Manifest van Karl Marx en Friedrich Engels in het Chinees gepubliceerd. Het tijdschrift Tianyee benadrukte vrijheid en gelijkheid voor allen en pleitte voor een sociale revolutie en de afschaffing van de staat. De auteurs die bijdroegen aan het tijdschrift waren voornamelijk geïnspireerd door toonaangevende Europese anarchistische revolutionaire denkers zoals Peter Kropotkin. Yin Zhen publiceerde in deze tijd ook in het Parijse tijdschrift Xin Shiji. Zowel Yin Zhen als Liu Shipei publiceerden onder verschillende aliassen. De laatste jaren is duidelijk geworden dat veel artikelen waarvan aanvankelijk gedacht werd dat ze geschreven waren door Shipei, door Yin Zhen zijn geschreven. Yin Zhen richtte in 1907 ook de Vrouwenrechten Herstel Organisatie (Nüzi fuquan hui) op. De organisatie was sterk anti-Qing en meende dat de slechte positie van de vrouw veroorzaakt was door feudale en kapitalitische systemen. He Yin Zhen was een van de eerste vergelijkende, feministisch denkers die als voorloper gezien kan worden van de comparatieve feministische filosofie. Niet alleen was Yin Zhen kritisch op de positie van de vrouwen in het China van het begin van de 20e eeuw, maar was ook kritisch op de status van vrouwenrechten in Europa. Zo haalt ze aan dat Finse vrouwen weliswaar een functie kunnen bekleden in het parlement, maar dat deze vrouwen op geen enkele wijze proberen om zich in te zetten voor de emancipatie van vrouwen in het algemeen.

## Externe bronnen
- Zarrow, Peter (1988). "He Zhen and Anarcho-Feminism in China" . Journal of Asian Studies. 47 (4): 796–813.
- Liu, Lydia H., Karl, Rebecca E. & Ko, Dorothy (2013). The Birth of Chinese Feminism. Columbia University Press.